# Saint-Jean (ville de Genève)
Pour les articles homonymes, voir Saint-Jean.
Saint-Jean est un quartier de la Ville de Genève, situé non loin du centre-ville et en aval de l'exutoire du lac Léman. Saint-Jean se trouve sur une falaise et un plateau, le long de la rive droite du Rhône. Le nom de ce quartier provient de l'ancien prieuré de Saint-Jean-de-Genève, érigé au XIIe et détruit en 1535, à l'époque de la Réforme.

## Généralités

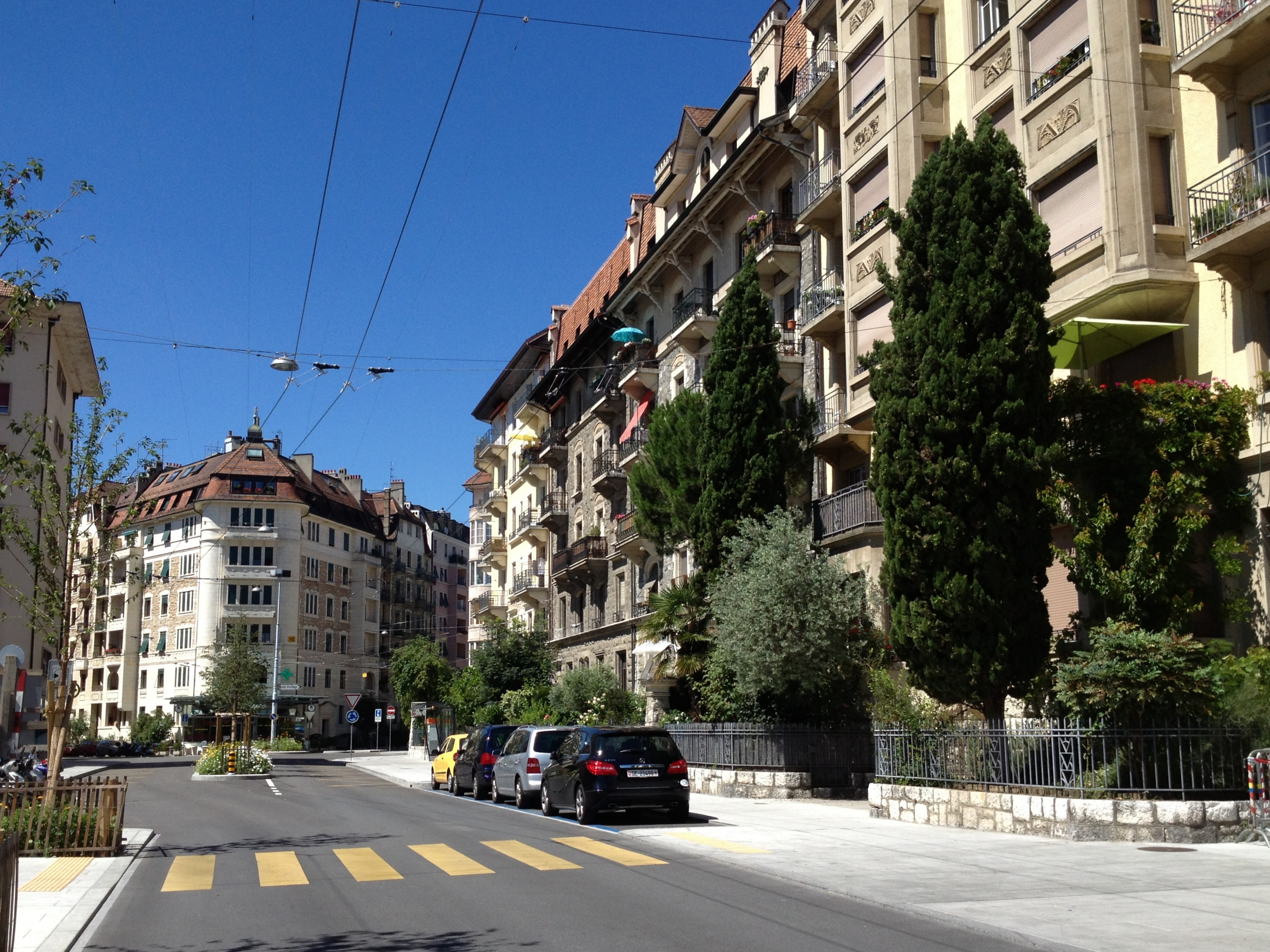
Rue de Saint-Jean en direction du Rond-Point Jean-Jacques

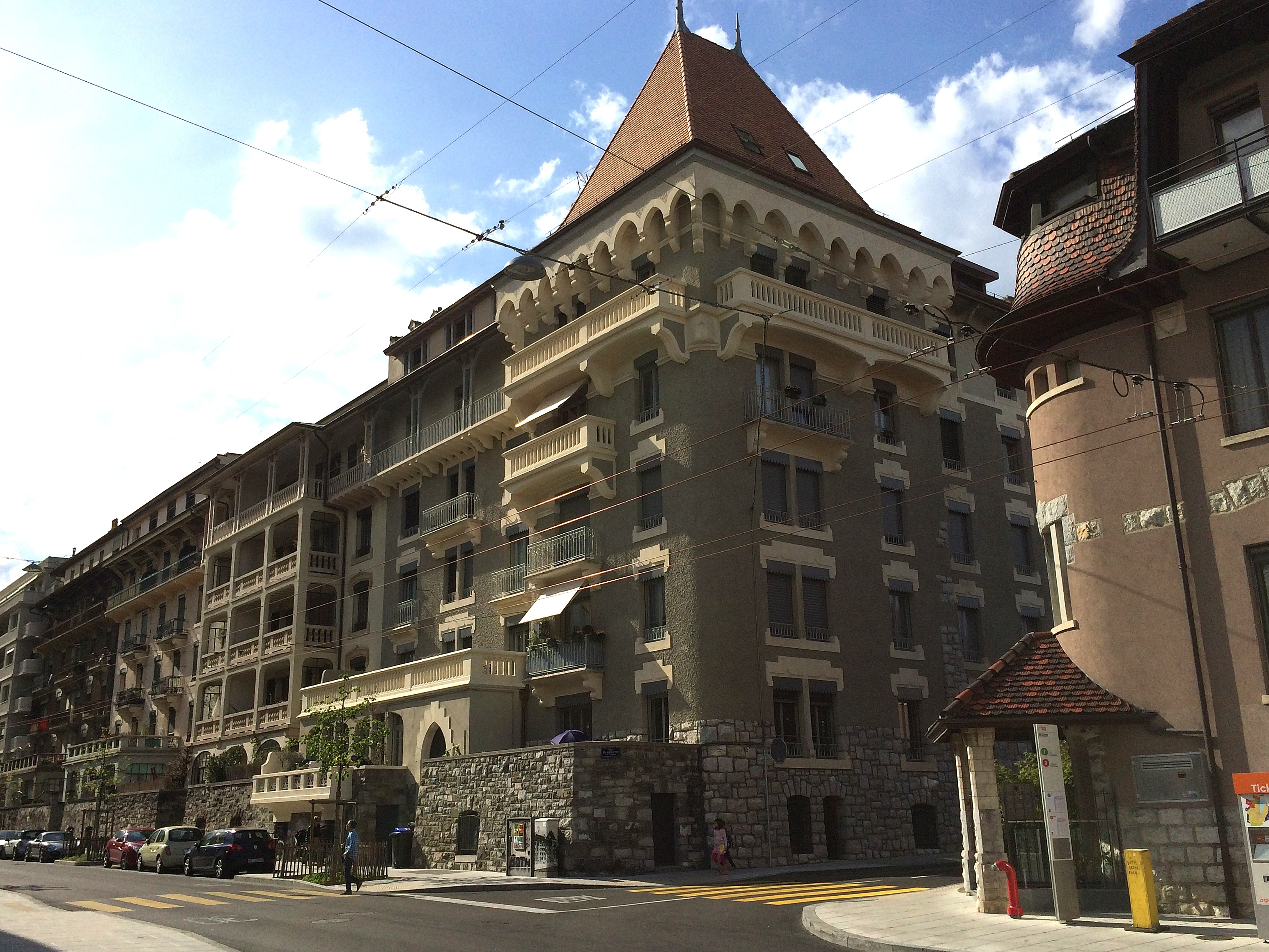
Ensemble de maisons dans le Heimatstil

Le quartier, aujourd'hui d'allure mi-résidentielle, mi-populaire, est constitué en bonne partie par des maisons plutôt anciennes, présentant des façades dont les influences stylistiques diffèrent. S'intercalent aussi quelques villas désuètes, vestiges triomphants du dernier quart du XIXe et du premier quart du XXe siècle, qui sont encore préservées des pelles démolisseuses. Parmi les maisons du quartier, il importe de mentionner un immeuble, dont les plans proviennent du célèbre architecte suisse Maurice Braillard, situé au 3, avenue De-Gallatin (1911-1913).

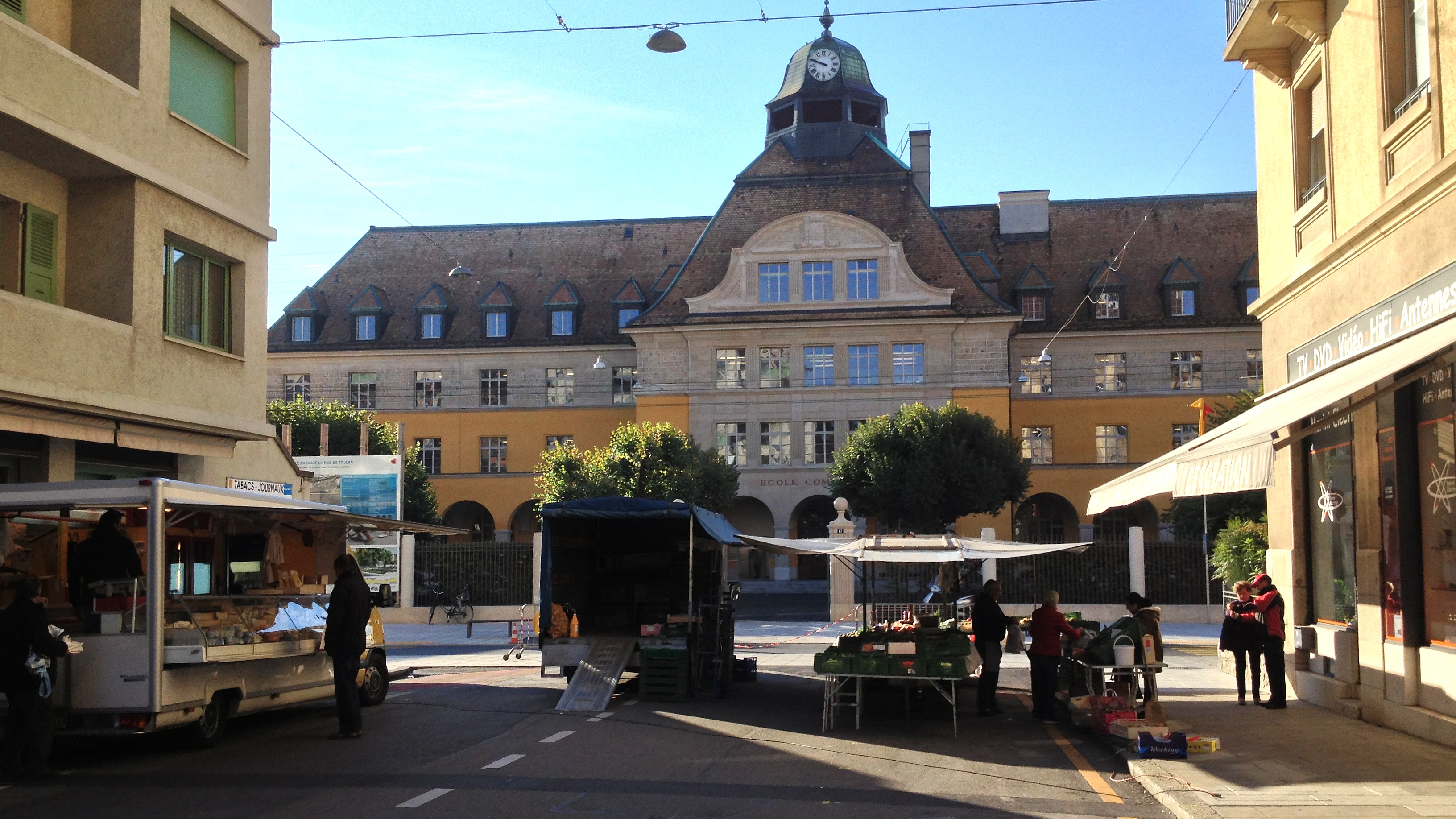
L'école de St-Jean vue depuis la rue du Beulet un jour de marché

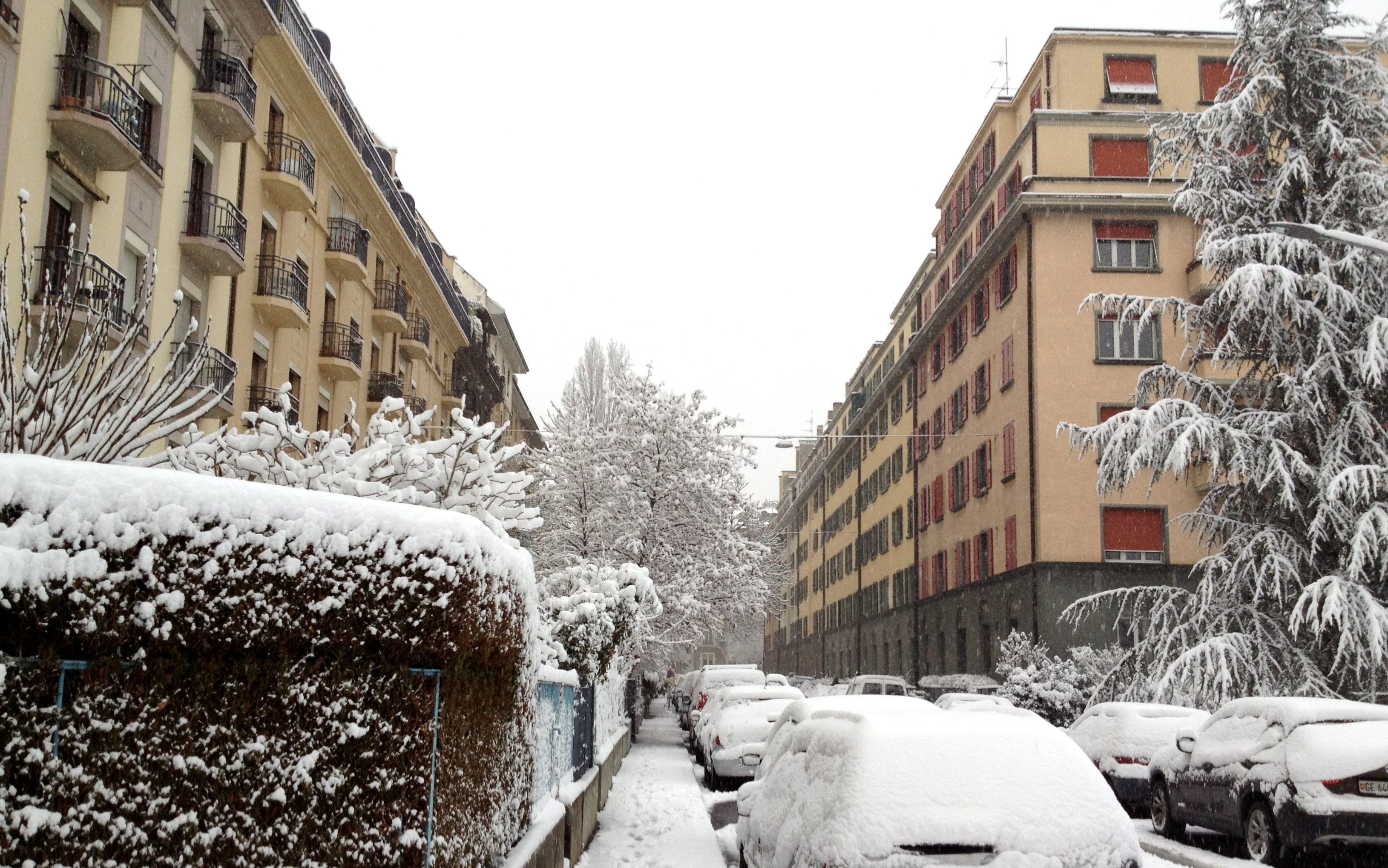
Rue d'Ermenonville

Ces habitations se trouvent en particulier le long de la rue de Saint-Jean, une artère centrale parallèle au Rhône, dans son prolongement et dans le pourtour des ruelles adjacentes. On trouve divers commerces, essentiellement situés à la rue du Beulet et dans ses abords. C'est dans cette rue que se tient, le mardi et le vendredi de 6h30 à 13h, un petit marché sympathique et convivial. Le quartier possède également un magnifique petit marché biologique, que l'on trouve – protégé des intempéries par une haute toiture – chaque jeudi, entre 16h et 20h, et localisé à l'intersection entre le chemin du Furet et l'avenue Gallatin.
Au-dessus de la falaise, surplombant le Rhône, s'élève l'École de Saint-Jean (1913-1915) réalisée par les architectes Alfred Olivet et Alexandre Camoletti à la suite de l'extension urbaine de ce quartier. Il s'agit d'une imposante bâtisse d'influence stylistique alémanique (Heimatstil) coiffée d'une haute toiture à mansardes et d'un clocher trapu et qui vient d'être restaurée avec beaucoup d'attention et de soin, alliant les innovations technologiques au respect de son histoire. Une autre école publique primaire, édifiée dans les années soixante et aux dimensions bien plus restreintes, se situe entre la rue du Vicaire-Savoyard et l'avenue Devin-du-Village. À l'opposé, en direction du lac, face au Pont des Délices, se trouve l'École de commerce Nicolas-Bouvier.
Ce quartier est délimité au nord et en partie à l'ouest par la couverture de la tranchée ferroviaire sur laquelle des baraques, quelque peu dégradées par les intempéries, des arbres, des rideaux de bambou et une pataugeoire pour les bambins forment une surprenante ceinture et promenade. Les transports publics (bus et trolleybus) traversent Saint-Jean en venant du centre-ville en direction de la cité du Lignon et inversement.

## Particularités

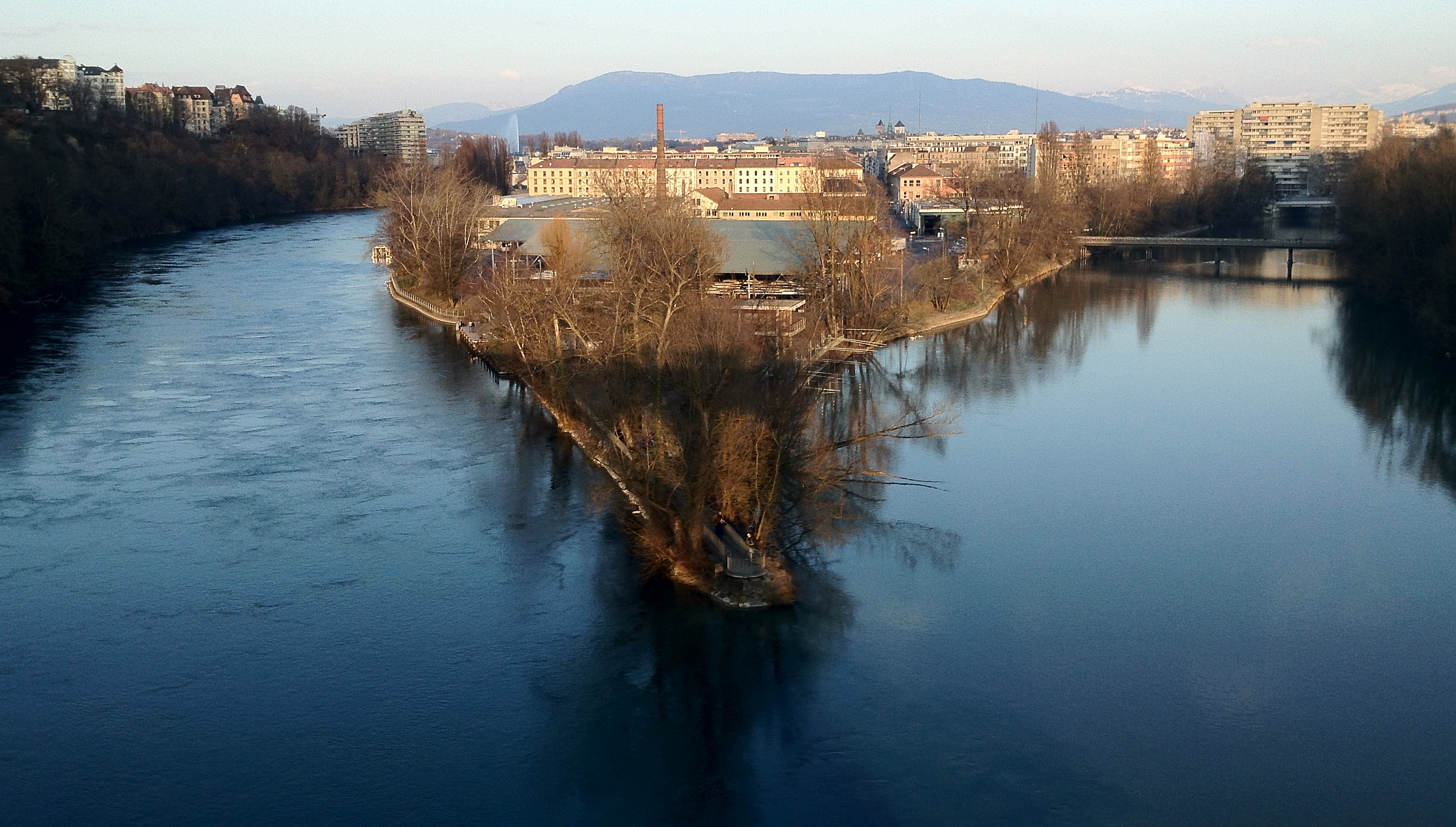
Coup d’œil sur St-Jean (à gauche) avec confluence du Rhône et de l'Arve

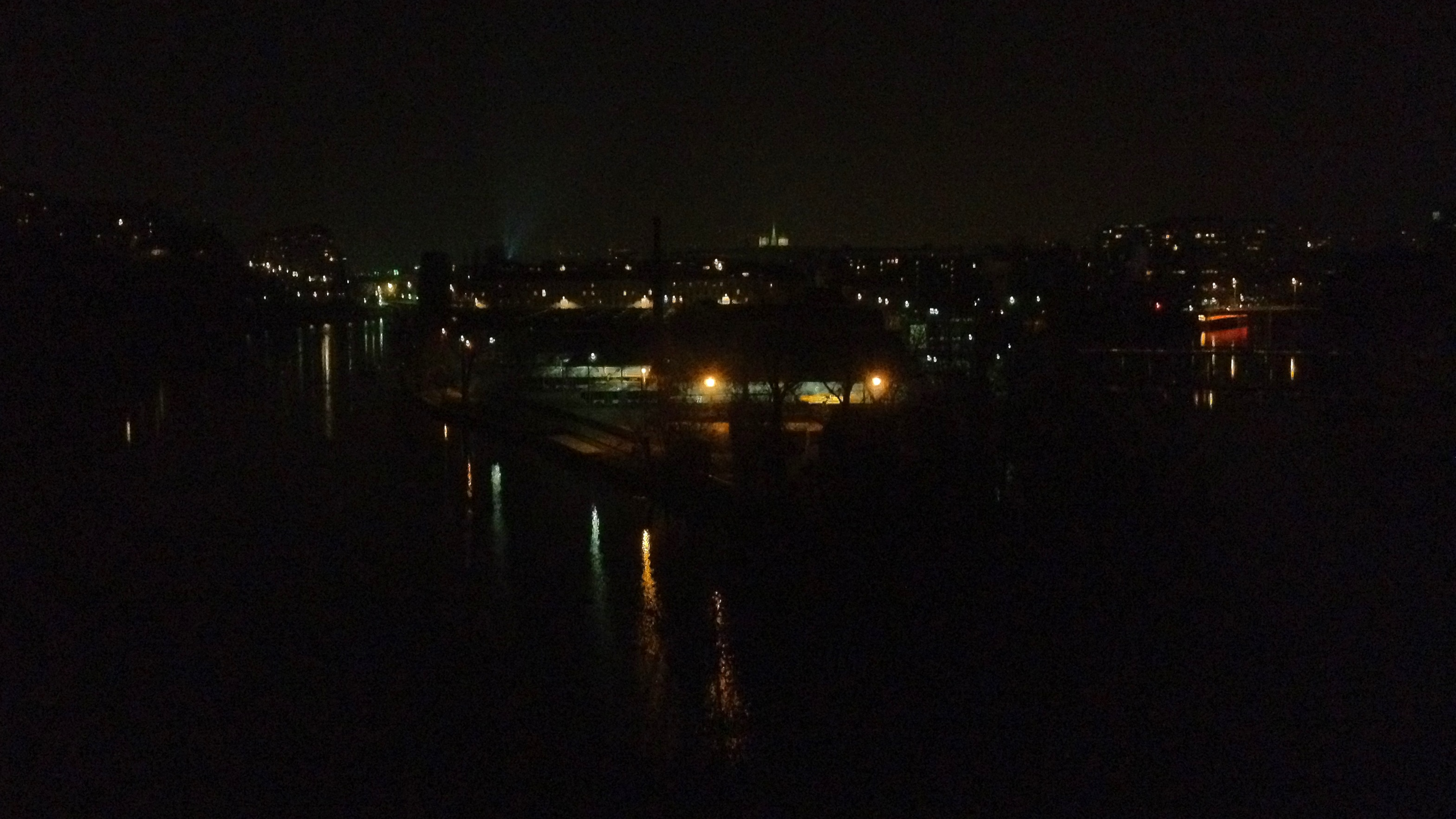
Confluence nocturne des fleuves

Ce quartier, préservé du grand trafic automobile, est construit sur une falaise morainique, bordée en contrebas d'une promenade arborisée le long du Rhône, du nom de Sentier des falaises. Saint-Jean domine La Jonction, un quartier situé entre l'Arve et le Rhône. Le coup d'œil depuis la falaise, la Promenade de Warens ou du haut du viaduc de la Jonction sur les fleuves s'unissant et les abords boisés, inspire et a inspiré aux promeneurs, aux amoureux et aux photographes un moment de rêverie. Des personnalités, parmi lesquelles un réalisateur, un artiste-peintre, une danseuse étoile et un écrivain ont affectionné ce lieu.

## Historique
Au Ve siècle, Romain de Condat, accompagné par un certain Pallade, se rend à l'abbaye de Saint-Maurice et passe par Genève à Saint-Jean et guérit deux lépreux, un père et son fils,  vivant dans une grotte sur les falaises au bord du Rhône. La ferveur religieuse qui en découlera conduit probablement à la fondation du prieuré de Saint-Jean-de-Genève.